# Schlößchen (Spreenhagen)
Schlößchen ist ein Wohnplatz im Ortsteil Hartmannsdorf der Gemeinde Spreenhagen im Landkreis Oder-Spree in Brandenburg.

## Geografische Lage
Der Ort liegt nordwestlich des Gemeindezentrums und dort unmittelbar südlich der Spree, die in diesem Bereich von Nordosten kommend in einem Bogen zunächst südlich und anschließend östlich verläuft. Südwestlich liegt der Ortsteil Hartmannsdorf, südöstlich der Gemeindeteil Hartmannsdorf-Neu Hartmannsdorf. Nördlich der Spree liegt Spreeau, ein Ortsteil der Gemeinde Grünheide (Mark). Die Wohnbebauung konzentriert sich auf wenige Gebäude, die an der Spree liegen; die umliegenden Flächen werden vorzugsweise landwirtschaftlich genutzt.

## Geschichte
Der Wohnplatz erschien erstmals als Schlösgen im Jahr 1775 und bestand aus einem Tagelöhnerhaus, in dem drei Büdnerfamilien wohnten. Die insgesamt 14 Personen (1774) teilten sich eine Feuerstelle in einem Mehrfamilienhaus. Im Jahr 1801 lebten im Ort zehn Personen. Es gab einen Krug und eine Windmühle sowie nach wie vor eine Feuerstelle, jedoch keine Hufen. Die Schreibweise Schlößchen erschien erstmals im Jahr 1805. Im Jahr 1837 gab es nach wie vor den Krug und die Windmühle; 1858 ein Gasthaus sowie ein Wohn- und zwei Wirtschaftsgebäude, in denen nur noch sieben Personen lebten. Bis 1885 war die Anzahl auf sechs Personen zurückgegangen. Der Krug wurde zu dieser Zeit nicht mehr erwähnt, ebenso die Windmühle. Schlößchen wurde 1931 ein Wohnplatz von Neu Hartmannsdorf und wurde im Zuge der Eingemeindung von Hartmannsdort zum 1. Juli 2002 ein Wohnplatz von Spreenhagen.